# Seznam potenciálně obyvatelných exoplanet
Seznam potenciálně obyvatelných exoplanet je seznam nedávno objevených exoplanet, založený na katalogu Habitabilních exoplanet (HEC) a dat NASA. Kvůli úrovně dnešních technologií je omezený kvalitou a přesností dat. 
Potenciálně obyvatelná exoplaneta je planeta mimo naši sluneční soustavu, která není plynnou a má teoreticky vhodné podmínky pro vznik mimozemského života, byť i velmi primitivního. Míru obyvatelnosti ovlivňuje nesčetné množství faktorů a jejich vzájemné spolupůsobení. Na planetě mohou být horší podmínky pro život než na Zemi, ale také tomu může být i naopak. V takovém případě se mluví o tzv. superhabitabilní planetě. Hlavním kritériem je, aby se těleso nacházelo v tzv. obyvatelné zóně (ekosféře), tedy v takové vzdálenosti od mateřské hvězdy, aby se voda na povrchu udržela v kapalném skupenství. Mezi další faktory patří například množství přijímaného záření, přítomnost atmosféry (plus její složení), spektrální typ mateřské hvězdy aj.
Po přezkoumání údajů se v roce 2015 došlo k závěru, že mezi tři nejvhodnějšími kandidáty patří: Kepler-62f, Kepler-186f a Kepler-442b.

## Legenda pojmů
- Planeta – Katalogové označení planety.
- Hmotnost (M⊕) – Hmotnost planety v jednotkách Země. Jedná se o hrubý odhad.
- Poloměr (R⊕) – Poloměr planety v jednotkách Země.
- Zářivý tok (F⊕) – Množství energie, kterou přijímá planeta od své mateřské hvězdy v jednotkách Země.
- Teplota (°C) – Teoretická teplota na povrchu planety. Jedná se o hrubý odhad, jelikož závisí na přítomnosti atmosféry, její hustotě, složení, proudění aj.
- Doba oběhu (pozemské dny) – Doba, za kterou planeta svojí mateřskou hvězdu oběhne.
- Vzdálenost (ly) – Vzdálenost exoplanety od Země. 1 ly je vzdálenost, kterou světlo při své rychlosti ~300 000 km/s uletí za jeden pozemský rok. Pro příklad: Země je od Slunce vzdálená 8 světelných minut, Pluto 5 světelných hodin a nejbližší hvězdný systém (Proxima Centauri) 4,22 světelných let. Průměr celé naší Galaxie činí 150–200 tisíc světelných let.
- Rok objevu – Rok, kdy byla planeta objevená.
- Hvězda – Katalogové označení mateřské hvězdy.
- Souhvězdí – Pozorována ze Země, tedy do kterého souhvězdí spadá mateřská hvězda.
- Typ hvězdy – Spektrální klasifikace. Slunce patří do třídy G. Do třídy K a M patří menší, chladnější a déle žijící hvězdy. Naopak do třídy F, A, B a O patří větší, teplejší a krátce žijící hvězdy. Ty pro vznik života a pro jeho další vývoj nejsou vhodné kvůli svému staří: F – 1 miliarda let, O – 10 milionů let (život na Zemi potřeboval 3,5 miliardy let, aby se vyvinul do dnešní formy).

| Přehled obyvatelných planet a jejich mateřských hvězd.                                                                                         | Přehled obyvatelných planet a jejich mateřských hvězd.                                      | Přehled obyvatelných planet a jejich mateřských hvězd. |
| --- | ------------------------------------------------------------------------------------------- | ------------------------------------------------------ |
| Potvrzené exoplanety v obyvatelné zóně. (Kepler-62e, Kepler-62f, Kepler-186f, Kepler-296e, Kepler-296f, Kepler-438b, Kepler-440b, Kepler-442b) | Potvrzené exoplanety v obyvatelné zóně, přiřazené ke spektrálnímu typu své mateřské hvězdy. |                                                        |

## Seznam

### Seznam exoplanet v obyvatelné zóně
Je seznam planet, jež se zřejmě nacházejí v obyvatelné zóně. Hodnoty jsou pro lepší orientaci na barevném pozadí. Čím je daná hodnota bližší té pozemské, tím je zelenější. Neplatí však u sloupce "Typ hvězdy".
U planet obíhajících hvězdy typu M (červené trpaslíky lze předpokládat nižší pravděpodobnost vhodných podmínek pro život, protože v drtivé většině jde o planety s vázanou rotací. Navíc planety v blízkosti červených trpaslíků můžou ohrožovat i silné solární bouře. Podle nejnovějších zjištění však erupce na povrchu červených trpaslíků probíhají spíše okolo jejich pólů, takže škodlivé záření by planety které je obíhají mělo míjet, a tím pádem jejich obyvatelnost nemusí být narušena. Navíc s rostoucím věkem červených trpaslíků se jejich solární aktivita má výrazně snižovat, takže lze předpokládat, že do budoucna se obyvatelnost jejich planetárních systémů bude ještě zvyšovat.
| Planeta            | Hmotnost (M⊕) | Poloměr (R⊕) | Množství přijímaného světla (F⊕) | Teplota (°C) | Vázaná rotace | Doba oběhu (dny) | Vzdálenost (světelné roky (ly)) | Rok objevu | Mateřská hvězda   | Typ hvězdy | Souhvězdí | Zdroje                      |
| ------------------ | ------------- | ------------ | -------------------------------- | ------------ | ------------- | ---------------- | ------------------------------- | ---------- | ----------------- | ---------- | --------- | --------------------------- |
| Země               | 1,00          | 1,00         | 1,00                             | 13,85        | ne            | 365              | 0                               | -          | Slunce            | G2V        | -         | -                           |
| Proxima Centauri b | ≥ 1,27        | 1,1          | 0,65                             | -39          | ano           | 11,19            | 4,2                             | 2013       | Proxima Centauri  | M6Ve       | Kentaur   | [ 4 ] [ 5 ] [ 6 ] [ 7 ]     |
| Gliese 667 Cc      | ≥ 3,8         | 1,5          | 0,88                             | 4            | ano           | 28,14            | 23,62                           | 2011       | Gliese 667 C      | M3V        | Štír      | [ 8 ] [ 9 ]                 |
| Kepler-442b        | 2,3           | 1,34         | 0,7                              | -40          | ne            | 112,31           | 1 291,6                         | 2015       | Kepler-442        | K?V        | Lyra      | [ 10 ]                      |
| Kepler-452b        | 4,7           | 1,57         | 1,11                             | -8           | ne            | 384,8            | 1 402                           | 2015       | Kepler-452        | G2V        | Labuť     | [ 11 ] [ 12 ] [ 13 ] [ 14 ] |
| Wolf 1061c         | ≥ 4,3         | 1,6          | 1,36                             | 2            | ano           | 17,9             | 13,8                            | 2015       | Wolf 1061         | M3V        | Hadonoš   | [ 15 ] [ 16 ] [ 17 ] [ 18 ] |
| Kepler-1229b       | 2,7           | 1,4          | 0,49                             | -60          | ano           | 86,8             | 769                             | 2016       | Kepler-1229       | M?V        | Labuť     | [ 19 ]                      |
| Kapteyn b          | ≥ 4,8         | 1,6          | 0,43                             | -68          | ano           | 48,6             | 13                              | 2014       | Kapteynova hvězda | sdM1       | Malíř     | [ 20 ] [ 21 ]               |
| Kepler-62f         | 2,8           | 1,41         | 0,39                             | -29          | ne            | 267,291          | 1 200                           | 2013       | Kepler-62         | K2V        | Lyra      | [ 22 ] [ 23 ] [ 24 ] [ 25 ] |
| Kepler-186f        | 1,5           | 1,17         | 0,29                             | -85          | možná         | 129,95           | 561                             | 2014       | Kepler-186        | M1V        | Labuť     | [ 26 ] [ 27 ] [ 28 ] [ 29 ] |
| Luyten b           | 2,89          | -            | 1,06                             | -24          | ne            | 18,65            | 12,36                           | 2017       | Luytenova hvězda  | M3.5V      | Malý pes  | [ 30 ] [ 31 ] [ 32 ]        |
| Trappist - 1d      | 0,30          | 0,78         | 1,04                             | -15          | ano           | 4,05             | 39                              | 2016       | TRAPPIST - 1      | M8V        | Vodnář    | [ 33 ] [ 34 ]               |
| Trappist - 1e      | 0,77          | 0,91         | 0,67                             | -43          | ano           | 6,1              | 39                              | 2016       | TRAPPIST - 1      | M8V        | Vodnář    | [ 35 ] [ 36 ] [ 34 ]        |
| Trappist - 1f      | 0,93          | 1,05         | 0,38                             | -73          | ano           | 9,2              | 39                              | 2016       | TRAPPIST - 1      | M8V        | Vodnář    | [ 37 ] [ 38 ] [ 34 ]        |
| TRAPPIST-1g        | 1,15          | 1,15         | 0,26                             | -91          | ano           | 12,4             | 39                              | 2017       | TRAPPIST - 1      | M8V        | Vodnář    | [ 39 ] [ 40 ] [ 34 ]        |
| LHS 1140 b         | 6,6           | 1,43         | 0,46                             | -43          | ano           | 25               | 40                              | 2017       | LHS 1140          | M4.5V      | Velryba   | [ 41 ] [ 42 ] [ 43 ] [ 44 ] |
| Kepler-1638b       | 6             | 1,6          | 1,17                             | 31           | spíše ne      | 259,365          | 2 491,83                        | 2016       | Kepler-1638       | G4V        | Labuť     | [ 45 ]                      |
| Teegarden c        | 1,11          | -            | 0,37                             | -            | možná         | 11,4             | 12,58                           | 2019       | Teegarden         | M7V        | Beran     | [ 46 ]                      |

### Seznam exoplanet na kraji obyvatelné zóny
Je seznam planet, u kterých je vzhledem k jejich zjištěným parametrům menší pravděpodobnost, že se jedná o kamenné planety, jež jsou schopny na svém povrchu udržet vodu v kapalném skupenství.
| Planeta       | Hmotnost (M⊕) | Poloměr (R⊕) | Zářivý tok (F⊕) | Teplota (°C) | Doba oběhu (dny) | Vzdálenost (ly) | Rok objevu | Hvězda        | Souhvězdí | Typ hvězdy | Zdroje               |
| ------------- | ------------- | ------------ | --------------- | ------------ | ---------------- | --------------- | ---------- | ------------- | --------- | ---------- | -------------------- |
| Kepler-296e   | 3,3           | 1,5          | 1,22            | 64           | 34,1             | 737             | 2014       | Kepler-296    | Drak      | K7V        | [ 47 ]               |
| Kepler-62e    | 4,5           | 1,6          | 1,10            | -3           | 122,4            | 1 200           | 2013       | Kepler-62     | Lyra      | K2V        | [ 48 ] [ 49 ]        |
| Gliese 832 c  | ≥ 5,4         | 1,7          | 1               | -18          | 35,7             | 16              | 2014       | Gliese 832    | Jeřáb     | M2V        | [ 50 ] [ 51 ]        |
| K2-3d         | 11,1          | 1,5          | 1,46            | 27           | 44,6             | 137             | 2015       | K2-3          | Lev       | M0V        | [ 52 ] [ 53 ]        |
| Kepler-1544b  | 6,6           | 1,8          | 0,9             | -25          | 168,8            | 1 138           | 2016       | Kepler-1544   | Labuť     | K2V        | [ 54 ]               |
| Kepler-283c   | 7             | 1,8          | 0,9             | -25          | 92,7             | 1 741           | 2014       | Kepler-283    | Labuť     | K5V        | [ 55 ]               |
| Tau Ceti e    | ≥ 3,93        | 1,6          | 1,61            | 12           | 163              | 12              | 2012       | Tau Ceti      | Velryba   | G8.5V      | [ 56 ] [ 57 ]        |
| Gliese 180 c  | ≥ 6,4         | 1,8          | 0,79            | -34          | 24,3             | 38              | 2014       | Gliese 180    | Eridan    | M2V        | [ 58 ]               |
| Kepler-440b   | 7,7           | 1,9          | 1,43            | 0            | 101,1            | 851             | 2015       | Kepler-440    | Labuť     | K6V        | [ 59 ]               |
| Gliese 180 b  | ≥ 8,3         | 1,9          | 1,23            | -5           | 17,4             | 38              | 2014       | Gliese 180    | Eridan    | M2V        | [ 60 ]               |
| HD 40307 g    | 7,1           | 1,8          | 0,68            | -46          | 197,8            | 42              | 2012       | HD 40307      | Malíř     | K2.5V      | [ 61 ] [ 62 ]        |
| Gliese 163 c  | ≥ 7,3         | 1,8          | 0,66            | -20          | 25,6             | 49              | 2012       | Gliese 163    | Mečoun    | M3.5V      | [ 63 ] [ 64 ]        |
| K2-18 b       | 16,5          | 2,2          | 0,94            | -1           | 32,9             | 111             | 2015       | K2-18         | Lev       | M2.8V      | [ 65 ] [ 66 ]        |
| Kepler-61b    | 13,8          | 2,2          | 1,27            | -8           | 59,9             | 1 063           | 2013       | Kepler-64b    | Labuť     | K7V        | [ 67 ]               |
| Kepler-443b   | 19,5          | 2,3          | 0,89            | -26          | 177,7            | 2 540           | 2015       | Kepler-443    | Labuť     | K3V        | [ 68 ]               |
| Kepler-22b    | 20,4          | 2,22         | 1,11            | -11          | 289,9            | 619             | 2011       | Kepler-22     | Labuť     | G5V        | [ 69 ] [ 70 ]        |
| Gliese 422 b  | ≥ 9,9         | 2            | 0,68            | -42          | 26,2             | 41              | 2014       | Gliese 422    | Lodní kýl | M3.5V      | [ 71 ]               |
| K2-9b         | 16,8          | 2,2          | 1,38            | 26           | 18,4             | 359             | 2015       | K2-9          | Panna     | M?V        | [ 72 ]               |
| Gliese 3293 c | ≥ 8,6         | 1,9          | 0,6             | -50          | 48,1             | 59              | 2014       | Gliese 3293   | Eridan    | M2.5V      | [ 73 ]               |
| Kepler 298d   | 26,8          | 2,5          | 1,29            | -2           | 77,5             | 1 545           | 2014       | Kepler 298    | Drak      | K5V        | [ 74 ]               |
| Kepler-174d   | 14,8          | 2,2          | 0,43            | -67          | 247,4            | 1 174           | 2014       | Kepler-174    | Lyra      | K3V        | [ 75 ]               |
| Kepler-296f   | 6,1           | 1,8          | 0,34            | -37          | 63,3             | 737             | 2014       | Kepler-296    | Drak      | K7V        | [ 76 ]               |
| Gliese 682 c  | ≥ 8,7         | 1,9          | 0,37            | -75          | 57,3             | 17              | 2014       | Gliese 682    | Štír      | M3.5V      | [ 77 ]               |
| KOI-4427 b    | 7,4           | 1,8          | 0,24            | -94          | 147,7            | 782             | 2015       | KOI-4427      | Lyra      | M0V        | [ 78 ]               |
| Kepler-1090b  | 16,8          | 2,3          | 1,2             | -6           | 198,7            | 2 289           | 2016       | Kepler-1090   | Labuť     | K0V        | [ 79 ]               |
| Ross 128 b    | ≥ 1,5         | 1,1          | 1,38            | 7            | 9,87             | 11,03           | 2017       | ROSS 128      | Panna     | M4V        | [ 80 ] [ 81 ] [ 82 ] |
| HD 20794 e    | 4,77          | -            | -               | -            | 331              | 20              | 2017       | 82 G. Eridani | Eridan    | G8V        | [ 83 ]               |
| Gliese 625 b  | 2,82          | -            | -               | -            | 14,63            | 21,3            | 2017       | Gliese 625    | Drak      | M2V        | [ 84 ]               |
| HD 219134 g   | > 10,8        | 2,4          | -               | 25           | 94,2             | 21,35           | 2015       | HD 219134     | Kasiopeja | K3V        | [ 85 ] [ 86 ]        |
| Teegarden b   | 1,05          | -            | 1,15            | -            | 4,91             | 12,58           | 2019       | Teegarden     | Beran     | M7V        | [ 87 ] [ 88 ]        |

## Galerie

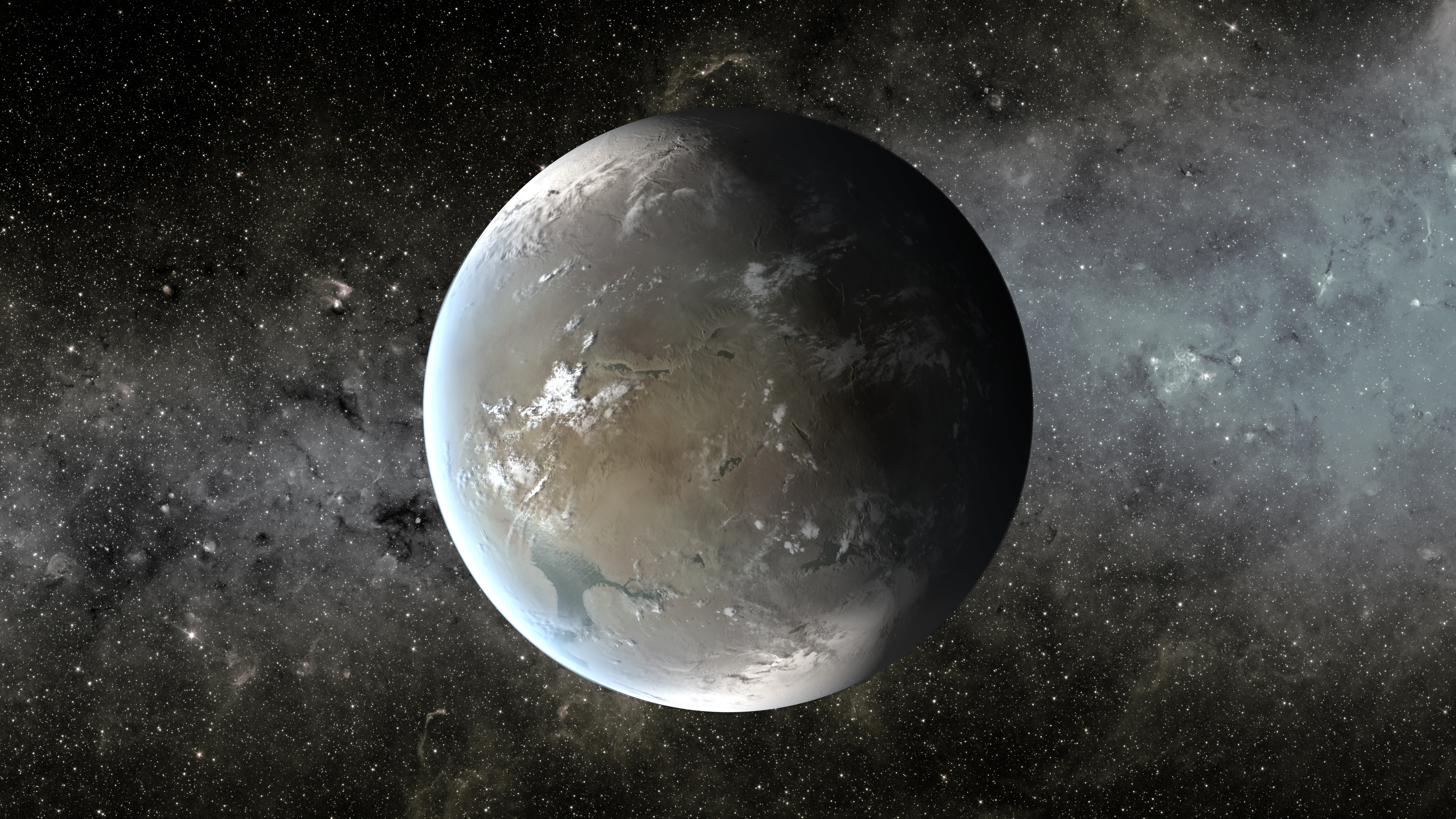
Umělá představa exoplanety Kepler-62f.
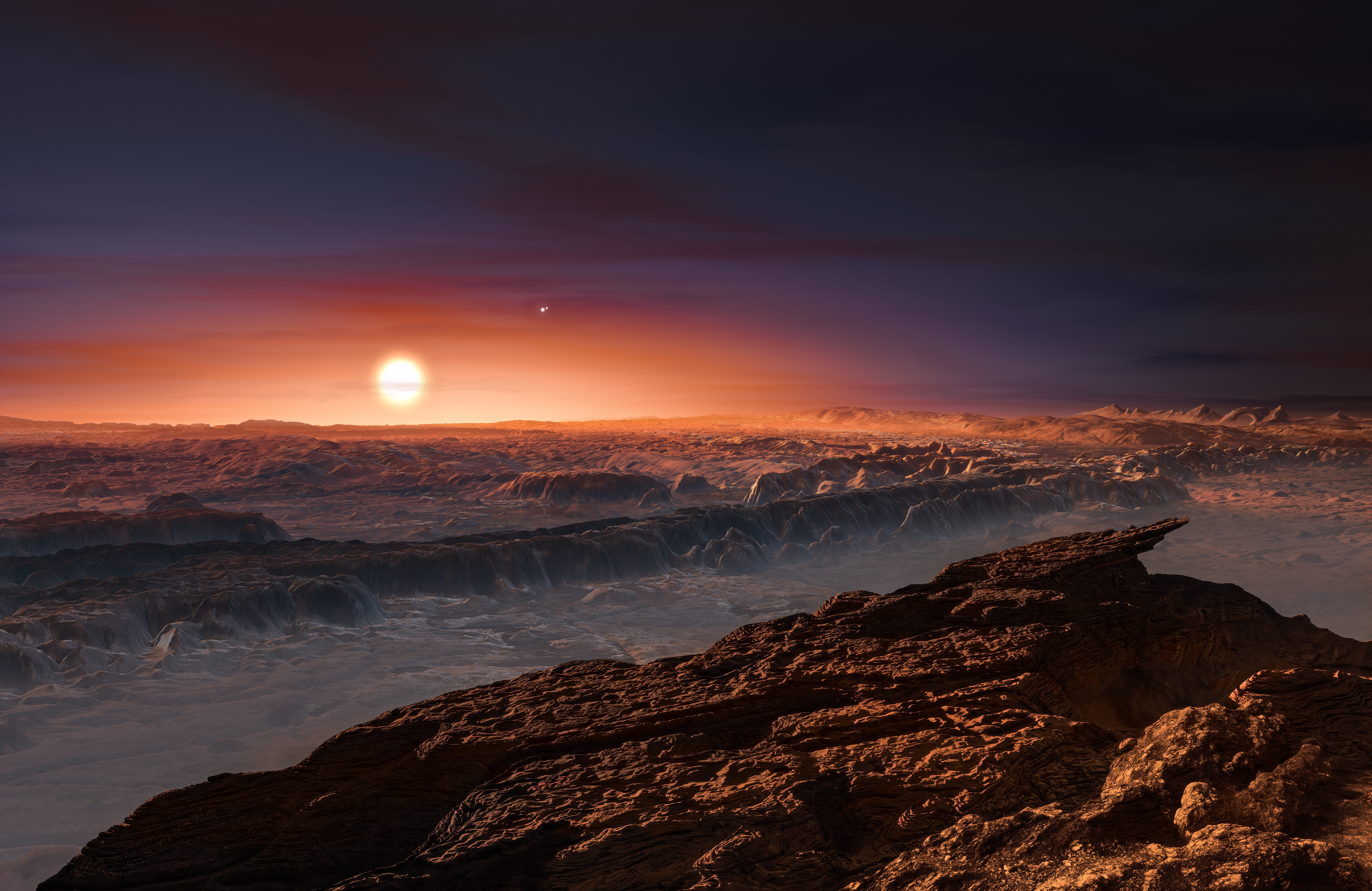
Povrch Proximy Centauri b pohledem umělce.
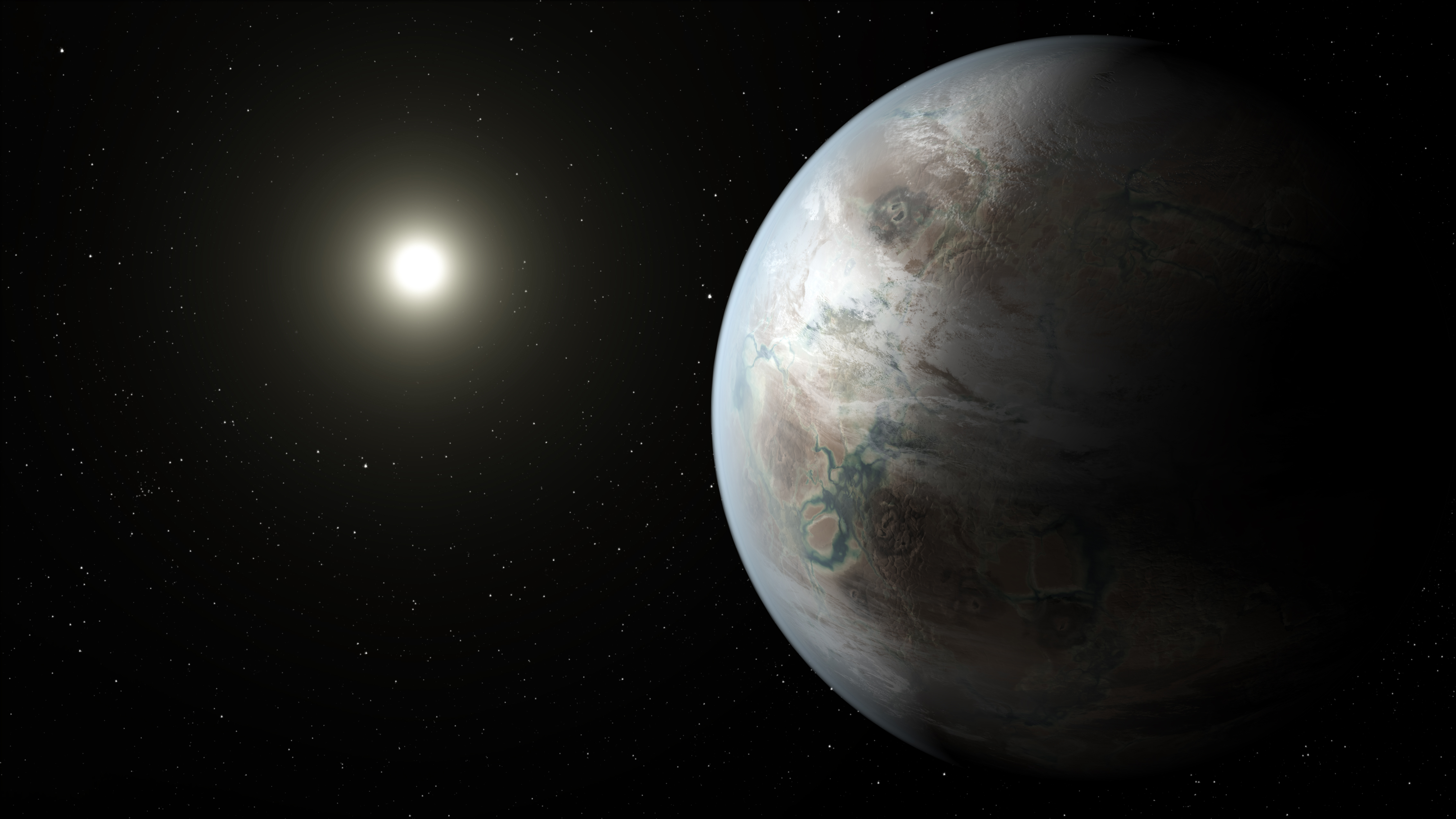
Umělá vizualizace Kepleru-452b.
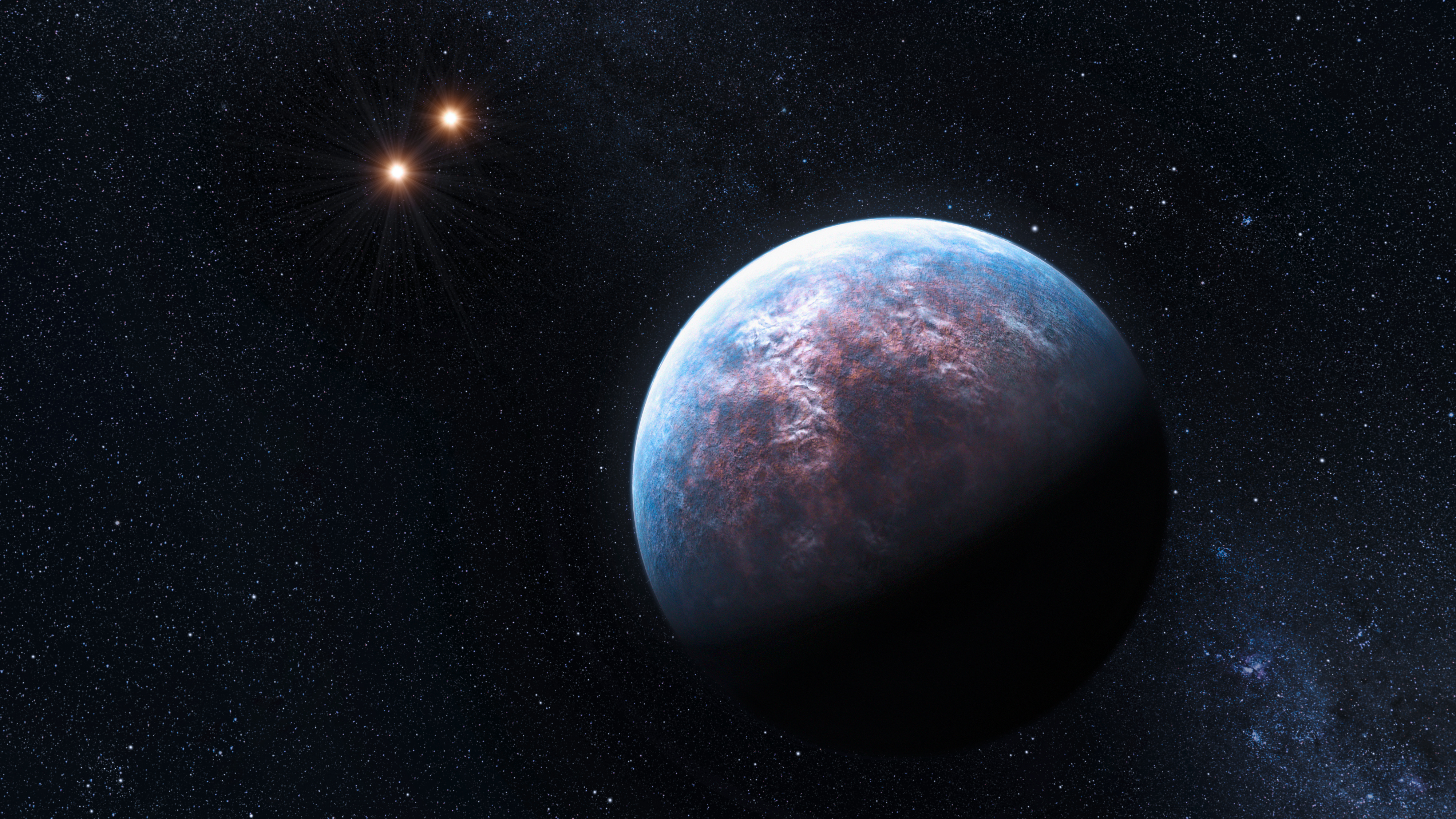
Umělecká představa Gliese 667 Cc.
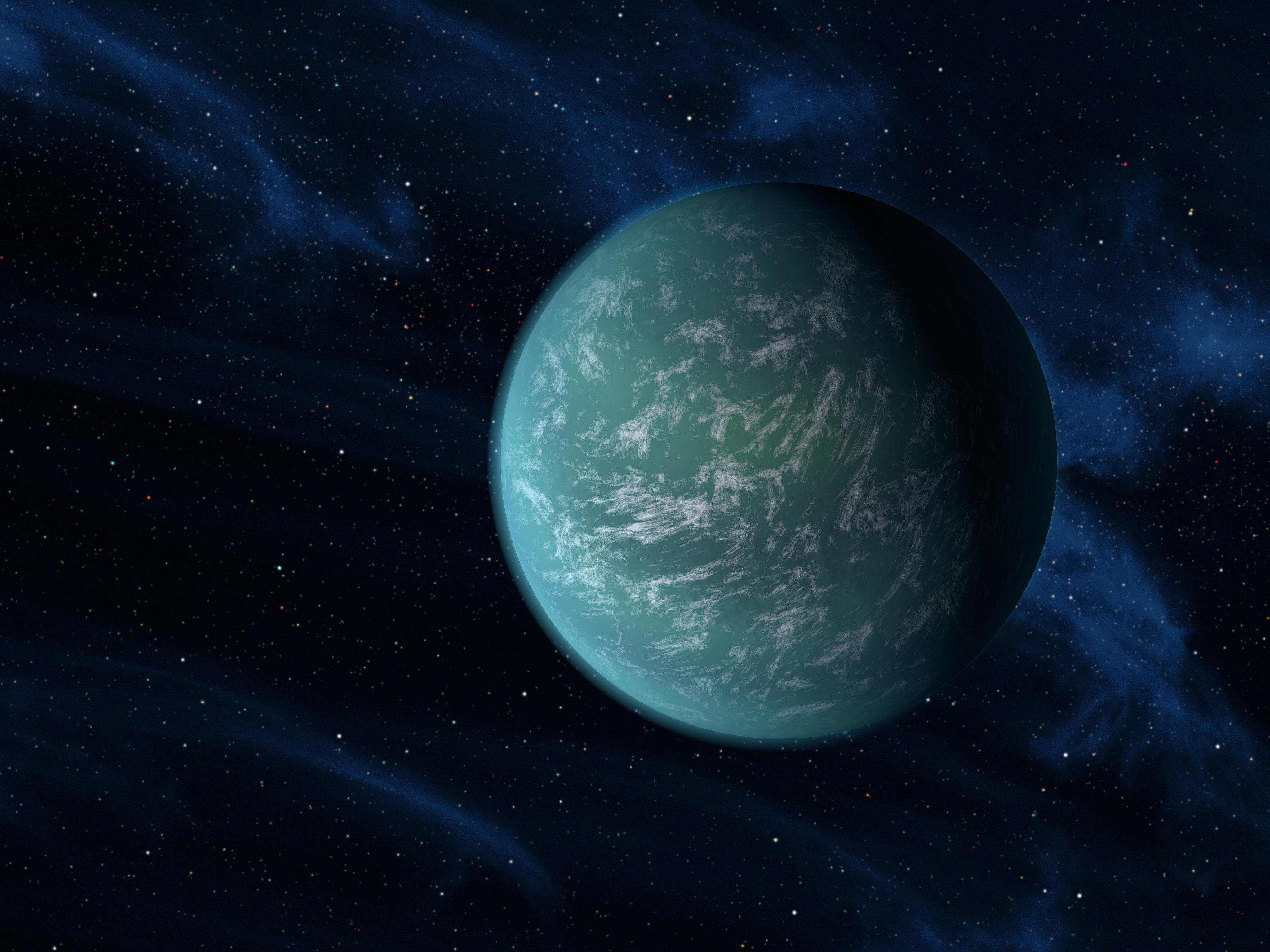
Umělá vizualizace Kepler-22b.